# Ceadîr-Lunga
Ceadîr-Lunga (ryska: Чадыр-Лунга) är en ort i Moldavien. Den ligger i distriktet Găgăuzia, i den södra delen av landet, vid floden Lunga. Ceadîr-Lunga ligger 45 meter över havet och antalet invånare är 22 700.
Terrängen runt Ceadîr-Lunga är huvudsakligen platt. Trakten runt Ceadîr-Lunga består till största delen av jordbruksmark.